# Beschimpfung von Bekenntnissen, Religionsgesellschaften und Weltanschauungsvereinigungen
Die Beschimpfung von Bekenntnissen, Religionsgesellschaften und Weltanschauungsvereinigungen ist ein Straftatbestand (Vergehen), der im § 166 StGB der Bundesrepublik Deutschland geregelt ist. Wegen seiner Geschichte wird § 166 häufig, juristisch unzutreffend, als Gotteslästerungsparagraph oder Blasphemieparagraph bezeichnet.

## Strafgrund
Der Strafgrund ist nach der herrschenden Ansicht der öffentliche Frieden. Damit ist gerade nicht ein Gott im Sinne eines Ehrschutzes vor Beleidigungen geschützt. Auch fungiert der Paragraf nicht als Gefühlsschutz für Gläubige. Vielmehr soll nur ein Mindestmaß an Toleranz eingefordert werden. Damit wird insbesondere die Kommunikationsfreiheit geschützt.

## Tatobjekt und Tathandlung
Das Tatobjekt sind in § 166 Abs. 1 StGB Inhalte von religiösen oder weltanschaulichen Bekenntnissen, in § 166 Abs. 2 StGB Religions- und Weltanschauungsgemeinschaften. Zur Verwirklichung bedarf es Vorsatz, bedingter Vorsatz genügt allerdings.

### Beschimpfung des religiösen oder weltanschaulichen Bekenntnisses
Nach § 166 Abs. 1 StGB macht sich strafbar, „wer öffentlich oder durch Verbreiten von Schriften den Inhalt des religiösen oder weltanschaulichen Bekenntnisses anderer in einer Weise beschimpft, die geeignet ist, den öffentlichen Frieden zu stören“.
Weltanschauliche Bekenntnisse sind dabei jedes weiter gefasste Erklärungssystem für die Beziehungen von Menschen und das Verhältnis des Menschen zu Gesellschaft und Natur. Religiös ist ein Bekenntnis, wenn es durch den Glauben an einen Gott geprägt ist. Ohne Bedeutung ist dabei, wie weit dieses Bekenntnis verbreitet ist, ob es zu einer Vereinigung gehört und wie es bewertet wird. Selbst wenn es nicht mit dem Bekenntnis der Vereinigung des Äußernden übereinstimmt, ist es geschützt.
Die Handlung muss dabei gegen den Inhalt erfolgen, das bedeutet, gegen tragende Glaubenssätze oder bedeutende Sachaussagen.
Beschimpfen ist eine besonders gravierende herabsetzende Äußerung. Diese kann etwa durch Verhöhnung oder durch unwahre Behauptungen getätigt werden. Beispielsweise durch das Bezeichnen von christlichen Kirchen als „Verbrecherorganisationen“.
Die Ablehnung einer Religion oder Weltanschauung oder Kritik an ihnen sind nicht strafbar. Bekenntnisse müssen sich auch scharfe Kritik gefallen lassen. Verspotten soll nur dann strafbar sein, wenn sich darin eine „aggressive Tendenz“ offenbart.
Öffentlich bedeutet, dass der Äußernde keinen Überblick über Anzahl und Identität der Empfänger hat. Verbreiten von Schriften umfasst nach § 11 Abs. 3 StGB jede Form der Darstellung von Sinnzusammenhängen, dabei muss ein größerer Personenkreis sie wahrnehmen können.
Auch muss die Beschimpfung „geeignet sein, den öffentlichen Frieden zu stören.“ Dafür muss die Beschimpfung nicht tatsächlich den öffentlichen Frieden stören; vielmehr reicht es aus, wenn Gründe vorliegen, die befürchten lassen, dass es zum Eintritt einer Friedensstörung kommen könnte. Dabei soll der Eignung zur Störung des öffentlichen Friedens nicht entgegengehalten werden können, dass es sich um eine allgemeine Ansicht handele. Dem Erfordernis der Eignung zur Friedensstörung wird vor allem eine tatbestandseinschränkende Funktion attestiert. So sollen etwa „besonders dumme“ oder „abwegige“ Beschimpfungen herausfallen.

### Beschimpfung von Kirchen, Religionsgesellschaften oder Weltanschauungsvereinigungen bzw. ihrer Gebräuche oder Einrichtungen
Nach § 166 Abs. 2 StGB macht sich strafbar, „wer öffentlich oder durch das Verbreiten von Schriften eine im Inland bestehende Kirche oder andere Religionsgemeinschaft oder Weltanschauungsvereinigung, ihre Einrichtungen oder Gebräuche in einer Weise beschimpft, die geeignet ist, den öffentlichen Frieden zu stören.“
Die Gemeinschaft muss im Inland bestehen. Die Anforderungen an Mitgliederzahl und organisatorische Größe sind nicht besonders hoch. So reicht das Bestehen einer Verwaltungsstruktur im Regelfall aus.
Schutz genießen sowohl klassische Kirchen und Religionsgemeinschaften (jüdisch, christlich, muslimisch) als auch verschiedene „Strömungen“ (etwa anglikanisch oder auch die Zeugen Jehovas). Eine Vereinigung, die nur Einzelzwecke erfasst, erfüllt das Merkmal nicht.
Um eine Weltanschauungsvereinigung handelt es sich dann, wenn bei der Vereinigung die Pflege der Weltanschauung im Mittelpunkt steht. Politische Gruppierungen fallen nicht hierunter. Allerdings kann die Abgrenzung in Teilen schwierig sein. So ist etwa die Behandlung von Scientology strittig.
Einrichtungen sind von den Vereinigungen „geschaffene Ordnungen und Formen für die äußere und innere Verfassung der Vereinigung sowie für die Pflege der Religion oder Weltanschauung“. Darunter zu verstehen sind Taufe oder Konfirmation.
Gebräuche meint tatsächliches Ausüben von bestimmten Ordnungen der Vereinigungen (etwa Amtstracht oder Reliquienverehrung).

## Strafrahmen und Prozessuales
Die Tat wird mit Freiheitsstrafe bis zu drei Jahren oder mit Geldstrafe bestraft.
Es handelt sich um ein Offizialdelikt. Ein Strafantrag ist folglich nicht erforderlich.

## Geschichte und kriminalpolitische Bedeutung
Seit der griechischen und römischen Antike sind Strafprozesse wegen des Vorwurfs der Gottlosigkeit oder Gotteslästerung bekannt, beispielsweise gegen Sokrates oder Jesus von Nazaret.
Mit der Aufklärung und einer auf der Kant’schen Vernunftlehre aufbauenden modernen Strafgesetzgebung wurde neben der Folter zunächst auch die Blasphemie (Gotteslästerung) ersatzlos gestrichen, beispielsweise in dem von Johann Anselm von Feuerbach 1813 revidierten Bayerischen Strafgesetzbuch.
Das Preußische Strafgesetzbuch von 1851 bestrafte dagegen in seinem § 135 die öffentliche Gotteslästerung und die Verspottung einer der christlichen Kirchen mit Gefängniß bis zu drei Jahren. Andere Religionsgemeinschaften standen nicht unter dem Schutz dieses Gesetzes. Auch waren die Kirchen selbst Gegenstand des Schutzes. Einer Störung des öffentlichen Friedens bedurfte es nicht.
Das Reichsstrafgesetzbuch des Deutschen Reichs übernahm diese Strafregelungen 1871 in den § 166. Neben der Gotteslästerung wurde auch bestraft, wer öffentlich eine der christlichen Kirchen oder eine andere mit Korporationsrechten innerhalb des Reichsgebiets bestehende Religionsgesellschaft oder ihre Einrichtungen oder Gebräuche beschimpft oder in einer Kirche oder in einem anderen zu religiösen Versammlungen bestimmten Ort beschimpfenden Unfug verübt.
1906 wurde die Forderung nach einer Abschaffung des Gotteslästerungsparagraphen laut.
Der Tatbestand, der ursprünglich die „Lästerung Gottes“ bestrafte, wurde zum 1. September 1969 durch das 1. Strafrechtsreformgesetz neu gefasst. Es wurde klargestellt, dass nicht Gott an sich durch den Paragraphen geschützt werden kann. Die Neufassung wählte bewusst den öffentlichen Frieden als schützenswertes Rechtsgut und nicht das religiöse Empfinden des einzelnen.
Jährlich kommt es zu ca. 15 Verurteilungen.

## Kritik an der Vorschrift

### Kritik der Rechtswissenschaft
Die Kritik der Rechtswissenschaftler geht in verschiedene Richtungen. So wird moniert, dass die deutsche Vorschrift die Meinungsfreiheit einschränke. Insbesondere durch eine einseitige Anwendung verleite der Paragraph zu einem Schutz der Mehrheitsmeinung, nicht aber zwangsläufig zum Schutz einer Minderheitsmeinung, da die Interessen kleinerer Gruppen seltener mit dem „öffentlichen Frieden“ gleichgesetzt werden.
Auch wird kritisiert, dass es sich um einen Gummiparagraphen handele, insbesondere, weil nicht klar sei, wie „Beschimpfung“ zu definieren ist – darunter könne jede negative Äußerung fallen. Noch fraglicher sei, wann eine solche „Beschimpfung“ geeignet ist, den öffentlichen Frieden zu stören (die Eignung reicht; sog. abstraktes Gefährdungsdelikt). Kritiker behaupten, eine solche „Friedensstörung“ könne – analog zur Volksverhetzung – a posteriori (nachträglich) konstruiert werden, wenn sich Gläubige beschwerten. Zudem kann die Friedensstörung durch die betroffene Religionsgemeinschaft bewusst herbeigeführt werden, damit der Paragraph zur Anwendung kommen kann, beispielsweise durch Anwendung von Gewalt gegen die „Gotteslästerer“ oder durch die Blockade eines Theaters, in dem ein religionskritisches Stück aufgeführt werden soll. Andererseits könne in politischen Wetterlagen, in denen die Verfolgung von Gotteslästerern nicht opportun sei, fast immer damit argumentiert werden, der Beschuldigte sei nicht bekannt genug, um mit seinen Äußerungen eine breite Öffentlichkeit zu schockieren. Ron Steinke führte in Kritische Justiz an, die verlangte Störung des öffentlichen Friedens bedeute letztlich, dass erst die Drohung mit Gewalt selbst die strafrechtliche Verfolgbarkeit der oder des Bedrohten ermögliche, bei friedfertigen Gläubigen dagegen keine strafrechtliche Bewehrung ihrer möglichen Beleidigung vorliegen könne.
In der strafrechtlichen Literatur wird außerdem bisweilen bezweifelt, ob „[...] über den Bereich des § 130 hinaus für § 166 ein Anwendungsbereich bleibt, dessen Legitimität nicht aufgrund der Rationalisierung der Gesellschaft und des Zurücktretens glaubensgeprägter Lebensbereiche entfallen ist.“
Gerhard Strate bezweifelte in der NJW, dass es zum öffentlichen Frieden beitrage, wenn sich der Gesetzgeber an die Seite der Gewaltbereiten stelle. Eine säkular-distanzierte gesellschaftliche Auseinandersetzung mit ihren Glaubensinhalten nebst satirischer Überspitzung sei den Anhängern aller Religionen zumutbar.
Bijan Fateh-Moghadam bewertete § 166 StGB als „weder kriminalpolitisch noch verfassungsrechtlich legitim“. Die Abschaffung sei „unproblematisch“.
Hans Michael Heinig, Leiter des Kirchenrechtliches Institut der EKD, sprach sich 2020 dafür aus, den § 166 StGB abzuschaffen.
Im November 2020 legte das Institut für Weltanschauungsrecht in der Debatte um die Verteidigung der Meinungsfreiheit nach dem Mord an dem französischen Lehrer Samuel Paty und der Einschüchterung von deutschen Lehrern und Schülern, Künstlern, Journalisten und Staatsbürgern durch gewaltbereite Islamisten einen Gesetzentwurf zur Abschaffung des § 166 StGB vor.

### Kritik der Medien und gesellschaftlicher Gruppen
Im jährlich herausgegebenen Bericht Freedom of Thought – A Global Record on the Rights, Legal Status, and Discrimination Against Humanists, Atheists, and the Non-religious der International Humanist and Ethical Union (IHEU) wurde Deutschland 2014 mit dem zweitschlechtesten Status (aus fünf) des Freedom of Thought bewertet: Severe Discrimination. Ausschlaggebender Grund dafür war § 166 StGB: „‚Blasphemie‘ ist verboten oder Religionskritik ist eingeschränkt und kann mit einer Freiheitsstrafe geahndet werden.“.
Nach dem Terroranschlag des Jahres 2015 auf Charlie Hebdo wurde in deutschen Medien und gesellschaftlichen Gruppen auch Kritik am § 166 StGB geübt:
Auf Spiegel Online wurde kritisiert, dass der Staat in Deutschland mit dem § 166 StGB das kritische Denken unterdrücke: „Das zentrale Merkmal der Aufklärung ist, alles hinterfragen zu dürfen. Das Licht der Vernunft soll in jeden Winkel scheinen, um Unterdrückung, Aberglaube, Intoleranz und Vorurteile zu überwinden. (…) Der Staat macht sich mit solchen Gesetzen zum Unterstützer der Feinde des offenen Diskurses. Vertreter jedweder Ideologie, ob politisch oder religiös, müssen es schlicht ertragen können, dass ihre Weltanschauung hinterfragt, kritisiert und, ja, auch lächerlich gemacht wird.“
Der Philosoph Michael Schmidt-Salomon kritisierte, dass „[d]er öffentliche Friede […] nicht durch Künstler gestört [wird], die Religionen satirisch aufs Korn nehmen, sondern durch Fanatiker, die auf Kritik nicht angemessen reagieren können“. Er forderte die Abschaffung des § 166 StGB: „In der Praxis hat dieser Paragraph zu einer völligen Verkehrung des Täter-Opfer-Verhältnisses geführt. Namhafte Künstler wie Kurt Tucholsky oder George Grosz wurden mit Hilfe dieses Zensurparagraphen gemaßregelt. Tatsächlich aber wurde der öffentliche Friede niemals durch kritische Kunst bedroht, sondern vielmehr durch religiöse oder politische Fanatiker, die nicht in der Lage waren, die künstlerische Infragestellung ihrer Weltanschauung rational zu verarbeiten.“

### Kritik des Menschenrechtskomitees der Vereinten Nationen
Das Menschenrechtskomitee der Vereinten Nationen, ein Gremium aus achtzehn unabhängigen Experten, die damit beauftragt worden waren, Beschwerden hinsichtlich des Internationalen Pakts über Bürgerliche und Politische Rechte zu bewerten, bezeichnete im Jahr 2011 „Verbote von Darstellungen mangelnden Respekts vor einer Religion oder anderen Glaubenssystemen, einschließlich Blasphemiegesetzen, [als] mit dem Vertrag inkompatibel, außer in den bestimmten Umständen, wie sie in Artikel 20, Absatz 2 des Vertrags vorausgesehen sind.“ Der Artikel 20, Absatz 2 ruft Staaten dazu auf, Folgendes zu verbieten: „Die Verfechtung nationalen, rassistischen oder religiösen Hasses, welche zur Diskriminierung, Feindseligkeit oder Gewalt anstiftet.“ Der Kommentar verlangt mit Bedacht, dass keine Restriktion die Garantien des Abkommens auf Gleichberechtigung vor dem Gesetz (Artikel 26) und der Freiheit des Denkens, des Gewissens und der Religion (Artikel 18) verletzen darf. Gesetze, die Blasphemie einschränken, seien als solche somit mit den allgemeinen Menschenrechtsstandards inkompatibel.

### Kritik der Parteien in Deutschland
Die Bundestagsfraktion Bündnis 90/Die Grünen legte 1995 einen Gesetzentwurf zur Aufhebung des Paragraphen vor.
Nachdem die ehemalige Prostituierte Domenica Niehoff im Juni 1996 zum Besuch von Papst Johannes Paul II. in Berlin in einem papstähnlichen Gewand bei einer Demonstration die Transvestitin Charlotte von Mahlsdorf „heilig gesprochen“ hatte, es zu Nacktaufnahmen auf dem Vierungsaltar des Kölner Doms am 19. Juli 1996 gekommen war und nach Meinung vieler zahlreiche Spielfilme und Bühnenstücke zunehmend jegliches Maß an Toleranz und Achtung vor der religiösen Überzeugung anderer hätten vermissen lassen, beispielsweise das Theaterstück „Corpus Christi“ im Theater Heilbronn, das Jesus und seine Apostel unter anderem als trinkfreudige Schwule dargestellt hatte, brachten Abgeordnete der CDU/CSU-Bundestagsfraktion und die Fraktion selbst im November 2000 einen Gesetzentwurf in den Bundestag ein. In § 166 StGB sollte das Tatbestandsmerkmal, dass die Beschimpfung geeignet
sein muss, den öffentlichen Frieden zu stören, gestrichen werden. Strafbar solle künftig bereits sein, wer öffentlich oder durch Verbreiten von Schriften den Inhalt des religiösen oder weltanschaulichen Bekenntnisses anderer beschimpfe. Der Gesetzentwurf wurde am 25. April 2002 abgelehnt.
2006 forderten Edmund Stoiber, damals bayerischer Ministerpräsident, und Markus Söder, damals CSU-Generalsekretär, eine Verschärfung des Paragraphen.
Erneut forderten CSU-Politiker, darunter Johannes Singhammer und Horst Seehofer, die Verschärfung des § 166 StGB im Jahr 2012 nach Veröffentlichung von Mohammed-Karikaturen in der französischen Satirezeitung Charlie Hebdo. Die Forderung wurde vom Bamberger Erzbischof Ludwig Schick unterstützt, von muslimischen Verbänden, der evangelischen Kirche und der Bundeskanzlerin Angela Merkel hingegen abgelehnt.
In Folge des Anschlags auf Charlie Hebdo im Januar 2015 sprachen sich unter anderen die FDP-Politiker Christian Lindner und Sabine Leutheusser-Schnarrenberger für eine Abschaffung des Paragraphen aus, während Vertreter von CDU und SPD seinen Bestand verteidigten.
Die Linke wollte nach ihrem Programm zur Bundestagswahl 2013 das sog. Blasphemiegesetz (§ 166 StGB) und die Feiertagsgesetze daraufhin überprüfen, inwieweit sie zur Wahrung der religiösen Empfindungen von Angehörigen der unterschiedlichen Glaubensgemeinschaften erforderlich sind. 2017 fand ein entsprechender Antrag keine Mehrheit.

## Beispiele
- 1984 wurde ein Student aus Bochum u. a. wegen der Behauptung, die christliche Kirche sei „die größte Verbrecherorganisation aller Zeiten“ angeklagt (Staatsanwaltschaft Bochum 33 Js 492/84) und im darauf folgenden Prozess freigesprochen. Grundlage für den Freispruch war ein Gutachten von Karlheinz Deschner.[58]
- 1984 wurde eine Frau aus Göttingen in zwei Instanzen verurteilt, und zwar für die auf einem Flugblatt gemachte Aussage, die christlichen Kirchen gehören zu den „größten Verbrecherbanden“ der Welt, sowie für zwei Aufkleber (einer „Lieber eine befleckte Verhütung als eine unbefleckte Empfängnis“ und einer „Masochismus ist heilbar“ in Verbindung mit einem durchgestrichenen Kruzifix).[59]
- 1993 zeigte die Kölner Stunksitzung ein Kruzifix mit der Inschrift „Tünnes“ anstatt „INRI“. Das Schild wurde nach einer Strafanzeige wegen Gotteslästerung polizeilich beschlagnahmt. Der Regisseur der Stunksitzung erhob gegen den anschließenden Strafbefehl über 6000 DM Einspruch. Diesem wurde wegen des Vorrangs der Kunstfreiheit stattgegeben.[60]
- Mit Hilfe des § 166 wurden 1994 die Darstellung gekreuzigter Schweine und die Aufführung des Musicals Das Maria-Syndrom von Michael Schmidt-Salomon verboten, in dem eine (neuzeitliche) „Marie“ durch eine verunreinigte Klobrille befruchtet wird und daraufhin ein Fall von „Jungfrauengeburt“ eintritt. Die Uraufführung des Stücks sollte am 28. Mai 1994 in Trier stattfinden. Einen Tag zuvor wurde auf Antrag des Bistums Trier die Aufführung vom dortigen Ordnungsamt verboten. Auch eine Aufführung vor einem „garantiert religionsgefühllosen Publikum“ wurde nicht zugelassen. Das anschließende Gerichtsverfahren ging über mehrere Instanzen:
  - Das Bundesverwaltungsgericht[61] bestätigte 1997 die Rechtmäßigkeit des Verbots und folgte darin dem Oberverwaltungsgericht Koblenz.[62]
  - Das Bundesverfassungsgericht lehnte 1998 eine Behandlung des Falles ohne Angabe von Gründen ab.[63]
- Im Februar 2006 wurde ein 61-Jähriger aus Lüdinghausen wegen „Beschimpfung eines religiösen Bekenntnisses“ und „Störung des öffentlichen Friedens“ zu 12 Monaten Haft auf Bewährung und 300 Stunden gemeinnütziger Arbeit verurteilt. Er hatte Toilettenpapier mit einem Stempel „Koran, der heilige Qur’an“ bedruckt und es zusammen mit einem Schreiben, das den Koran unter anderem als „Kochbuch für Terroristen“ bezeichnete, an Moscheen und Fernsehsender verschickt. Außerdem bot er es zum Verkauf an, um eine „Gedenkstätte für alle Opfer des islamischen Terrors der Vergangenheit und der Zukunft“ zu finanzieren. In der Folge wurde er massiv bedroht und erhielt Personenschutz, was das Amtsgericht strafmildernd wertete.[64][65][66]
- 2006 war ein Sketch der Stunksitzung, bei dem es um Papst Benedikt XVI. und den Kölner Kardinal Meisner ging, Gegenstand staatsanwaltlicher Ermittlungen. Der WDR sendete diesen Sketch nicht, als er die Sitzung im TV zeigte.[67] Das Ermittlungsverfahren wurde eingestellt.[68]
- Im Februar 2013 sendete die heute show einen satirischen Filmbeitrag, mit dem sich die Kabarettistin Carolin Kebekus beim damaligen Kardinal Joachim Meisner als Päpstin bewarb. Danach rief die Pius-Bruderschaft dazu auf, Kebekus anzuzeigen;[69] etwa 100 Anzeigen wurden erstattet. Die Staatsanwaltschaft Köln prüfte, ob der Beitrag den Tatbestand des § 166 StGB erfülle, stellte kein strafrechtlich relevantes Handeln fest und stellte die Ermittlungen ein.[70] Die satirisch überspitzte Darstellung habe keinen beschimpfenden Charakter, sondern einen kirchenkritischen Inhalt.
- 2016 verurteilte das Amtsgericht im nordrhein-westfälischen Lüdinghausen den pensionierten Lehrer Albert Voß zu einer Geldstrafe in Höhe von 30 Tagessätzen zu je 100 Euro für ein Jahr auf Bewährung. Die Bewährungsauflage bestand in der Zahlung von 500 Euro. Er hatte die Heckscheibe seines Kfz („Spruchtaxi“)[71] mit wechselnden Bibelzitaten beschriftet, welche er teilweise auch verfremdete oder kommentierte. Sein erklärtes Ziel war es, eine öffentliche Auseinandersetzung über die aus seiner Sicht ethisch problematischen Aspekte des Christentums anzustoßen. Er wurde im März 2017 am Landgericht Münster im Berufungsverfahren freigesprochen.[72][73][74]
- Ein iranischer Flüchtling bezeichnete 2022 auf einer Kundgebung den Propheten Mohammed als „pädophil, Mörder und Vergewaltiger“. Das Amtsgericht Stuttgart verurteilte ihn daraufhin zu einer Strafe von 300 Euro. Im Revisionsverfahren konnte die Verteidigung allerdings darlegen, dass die Bezeichnung „pädophil“ eine sachliche Kritik gegenüber dem Propheten Mohammed sei, die von der Tatsache her abgeleitet wird, dass Mohammed gemäß der Überlieferung im Alter von über 50 Jahren die Ehe mit seiner Frau Aischa vollzog, die zu dem Zeitpunkt neun Jahre alt war. Die Bezeichnungen „Mörder und Vergewaltiger“ wurden vom Gericht zwar als Beleidigungen gewertet, aber es wurde anerkannt, dass eine auf Persisch gehaltene Rede auf einer Kundgebung von sechs Teilnehmern nicht als Störung des öffentlichen Friedens angesehen werden kann. Der Angeklagte wurde freigesprochen.[75]

## Rezeption in der Kunst
Seit 2008 wird der Preis Der Freche Mario in einem Wettbewerb für Blasphemie-Kunstwerke verschiedener Genres (u. a. Cartoons, Skulpturen, Texte, Kabarettbeiträge, Musikstücke, Kurzfilme) vergeben. Die Organisatoren beabsichtigen, mit dem Kunstpreis die Forderung nach Abschaffung des § 166 StGB zu bekräftigen.

## Andere Länder

Rechtliche Situation für Blasphemie in der Welt:
Kein Blasphemiegesetz
Aufgehoben
Lokale Beschränkung
Geldbuße
Freiheitsstrafe
Todesstrafe

### Österreich
In Österreich gilt eine ähnliche Bestimmung unter dem Titel Herabwürdigung religiöser Lehren (§ 188 StGB).
Des Weiteren ist auch die Störung einer Religionsübung, beispielsweise eines Gottesdienstes, strafbar (§ 189 StGB).
(2) Wer
1. an einem Ort, der der gesetzlich zulässigen Religionsübung einer im Inland bestehenden Kirche oder Religionsgesellschaft gewidmet ist,
2. bei dem gesetzlich zulässigen öffentlichen Gottesdienst oder einzelnen gesetzlich zulässigen öffentlichen gottesdienstlichen Handlungen einer im Inland bestehenden Kirche oder Religionsgesellschaft oder
3. mit einem dem gesetzlich zulässigen Gottesdienst einer im Inland bestehenden Kirche oder Religionsgesellschaft unmittelbar gewidmeten Gegenstand
Bekannte Fälle sind ein Prozess wegen § 188 StGB gegen den Karikaturisten Manfred Deix, der 1994 in erster Instanz verurteilt, jedoch in zweiter Instanz freigesprochen wurde. Gegen den Karikaturisten Gerhard Haderer kam es zu mehreren Anzeigen wegen seines Buches Das Leben des Jesus (2002); das Verfahren wurde 2003 von der Staatsanwaltschaft Wien eingestellt. In einigen weniger bekannten Fällen kam es jedoch zu rechtskräftigen Verurteilungen wegen § 188 StGB.
Bis zur Einführung des neuen österreichischen StGB im Jahr 1975 war die Beleidigung „des höchsten Wesens“ mit einer bis zu fünfjährigen Freiheitsstrafe zu ahnden.

### Schweiz
In der Schweiz findet sich eine ähnliche Regelung unter dem Titel Störung der Glaubens- und Kultusfreiheit in Art. 261 des Strafgesetzbuches.

### DDR
Das Strafgesetzbuch der DDR enthielt keine vergleichbare Regelung. Lediglich „religiöse Handlungen“ waren gemäß § 133 geschützt.

### Niederlande
Am 29. November 2012 beschloss das niederländische Parlament die Abschaffung des dortigen Paragrafen 147, der seit 1968 nicht mehr angewandt worden war.

### Irland
In Irland schrieb Artikel 40 der Verfassung vor, dass die Veröffentlichung blasphemischen Materials strafbar sein soll. Ein entsprechendes Gesetz gab es seit 1961, aufgrund seiner unklaren Definition von Blasphemie kam es aber zu keiner einzigen Verurteilung. Im Rahmen einer Rechtsreform im Juli 2009 wurde die entsprechende Strafvorschrift mit Wirkung zum 1. Januar 2010 neu gefasst. Im Oktober 2014 kündigte die irische Regierung an, ein Referendum über die Abschaffung des Blasphemieartikels in der irischen Verfassung abzuhalten. Am 26. Oktober 2018 fand dieses Referendum (zusammen mit der Präsidentschaftswahl in Irland) statt; 64,85 Prozent votierten für die Streichung von Artikel 40.
Artikel 40 kam in der jüngeren Geschichte Irlands nie zur Anwendung; er galt als überflüssig. Justizminister Charles Flanagan hatte vor dem Referendum dazu aufgerufen, für dessen Abschaffung zu votieren; er äußerte sich über das Ergebnis des Referendums zufrieden. Das Blasphemieverbot habe keinen Platz in der irischen Verfassung; Irland sei zurecht stolz auf seine „moderne und liberale Gesellschaft“.

### Pakistan
Siehe Blasphemie#Pakistan